# Kirpílskaia
Kirpílskaia - Кирпильская (rus) - és una stanitsa del krai de Krasnodar, a Rússia. Es troba a la vora del riu Kirpili. És a 18 km al nord d'Ust-Labinsk i a 64 km al nord-oest de Krasnodar.